# Matty Healy
Pour les articles homonymes, voir Healy (homonymie).
 (juin 2023).
La mise en forme du texte ne suit pas les recommandations de Wikipédia : il faut le « wikifier ».
Les points d'amélioration suivants sont les cas les plus fréquents. Le détail des points à revoir est peut-être précisé sur la page de discussion.
- Les titres sont pré-formatés par le logiciel. Ils ne sont ni en capitales, ni en gras.
- Le texte ne doit pas être écrit en capitales (les noms de famille non plus), ni en gras, ni en italique, ni en « petit »…
- Le gras n'est utilisé que pour surligner le titre de l'article dans l'introduction, une seule fois.
- L'italique est rarement utilisé : mots en langue étrangère, titres d'œuvres, noms de bateaux, etc.
- Les citations ne sont pas en italique mais en corps de texte normal. Elles sont entourées par des guillemets français : « et ».
- Les listes à puces sont à éviter, des paragraphes rédigés étant largement préférés. Les tableaux sont à réserver à la présentation de données structurées (résultats, etc.).
- Les appels de note de bas de page (petits chiffres en exposant, introduits par l'outil «  Source ») sont à placer entre la fin de phrase et le point final[comme ça].
- Les liens internes (vers d'autres articles de Wikipédia) sont à choisir avec parcimonie. Créez des liens vers des articles approfondissant le sujet. Les termes génériques sans rapport avec le sujet sont à éviter, ainsi que les répétitions de liens vers un même terme.
- Les liens externes sont à placer uniquement dans une section « Liens externes », à la fin de l'article. Ces liens sont à choisir avec parcimonie suivant les règles définies. Si un lien sert de source à l'article, son insertion dans le texte est à faire par les notes de bas de page.
- La présentation des références doit suivre les conventions bibliographiques. Il est recommandé d'utiliser les modèles {{Ouvrage}}, {{Chapitre}}, {{Article}}, {{Lien web}} et/ou {{Bibliographie}}. Le mode d'édition visuel peut mettre en forme automatiquement les références.
- Insérer une infobox (cadre d'informations à droite) n'est pas obligatoire pour parachever la mise en page.

Pour une aide détaillée, merci de consulter Aide:Wikification.
Si vous pensez que ces points ont été résolus, vous pouvez retirer ce bandeau et améliorer la mise en forme d'un autre article.
Matty Healy, né le 8 avril 1989, est un auteur-compositeur-interprète, musicien et producteur de disques anglais. Il s'est fait connaître en tant que chanteur principal et parolier du groupe de pop rock The 1975.
Né à Londres et élevé en grande partie dans la ville de Wilmslow, dans le Cheshire, Healy a formé le groupe The 1975 en 2002 avec ses camarades de classe Ross MacDonald, Adam Hann et George Daniel. Le groupe a sorti quelques morceaux avant de sortir son album studio éponyme en 2013. Ils l'ont suivi avec I Like It When You Sleep, for You Are So Beautiful yet So Unaware of It (2016), A Brief Inquiry into Online Relationships (2018), Notes on a Conditional Form (2020) et Being Funny in a Foreign Language (2022). Chacun de leurs albums studio se sont retrouvé au sommet des charts britanniques et ont été acclamés par la critique.
L'écriture de Healy, se base sur la masculinité, le milieu sociopolitique, la génération des millenials et sa propre vie. Il est également connu pour son personnage provocateur sur scène et est souvent qualifié d'artiste pour sa théâtralité. Son travail avec le groupe lui a valu quatre Brit Awards et deux Ivor Novello Awards, dont celui de l'auteur-compositeur de l'année. Il a également reçu des nominations pour un Mercury Prize et deux Grammy Awards.

## Jeunesse et formation
Matthew Timothy Healy est né le 8 avril 1989 à Hendon, au nord de Londres. Il est le fils de l'acteur Tim Healy  et de l'actrice et présentatrice de télévision Denise Welch. (divorcé en 2012)  Son frère cadet, Louis, est acteur. Par sa mère, Healy est le petit-fils de la drag queen Vin Welch. Il a passé ses premières années à vivre dans une ferme bovine à Hedley on the Hill, dans le comté de Northumberland, A 9 ans, sa famille déménage à Wilmslow, en Cheshire ,
Les parents de Healy ont travaillé comme acteurs de théâtre et de télévision pendant une grande partie de son enfance, sa mère devenant même une célébrité durant son adolescence. Ses parents étaient des fans de musique, l'initiant principalement au soul,, Son père a socialisé avec de nombreux musiciens dont ; Brian Johnson d'AC/DC (qui est même devenu le parrain de Healy), Mark Knopfler de Dire Straits, Jeff Lynne d'Electric Light Orchestra. Le parrain de sa mère, le scénariste Ian La Frenais, lui présente Ringo Starr. La première guitare avec laquelle Healy ait jamais jouée, a été utilisée par Dire Straits pour enregistrer " Romeo and Juliette ". Il a déclaré que cette proximité précoce avec les musiciens signifiait que la possibilité "d'être une rock star faisait partie de sa réalité".
Healy était un enfant calme, avec des cauchemars vifs récurrents. Il a été enfant unique pendant les douze premières années de sa vie. Contrairement à son jeune frère, Il "a grandi dans une maison de fête" . Il se rappelle avoir dormi dans le bar du Groucho Club de Londres à de nombreuses reprises. Il se souveint de cet aspect de son enfance comme quelque chose d'excitant plutôt qu'affligeant. Ses parents avaient tous deux des problèmes d'alcool  et sa mère consommait de la cocaïne pour se soigner pendant des périodes de dépression aiguë.
Il a fréquenté des écoles privées tel que, la Lady Barn House School  et la King's School de Macclesfield. ; il a d'ailleurs été expulsé de cette derniere pour avoir créé un club de combat,. À l'âge de 12 ans, il a remporté un concours de talents, avec des interprétations de chansons de The La's et Oasis, et a déclaré à son journal local qu'il "aimerait être un chanteur pop" quand il serait grand. Il a ensuite été transféré à l' école secondaire de Wilmslow, où il a par la suite rencontré ses futurs camarades de groupe. Il déclara plus tard qu'il avait trouvé que l'école était "une imposition fastidieuse," qui "l'empêchait d'être une pop star".

## Carrière

### 2002-2011: Formation et premières années de The 1975

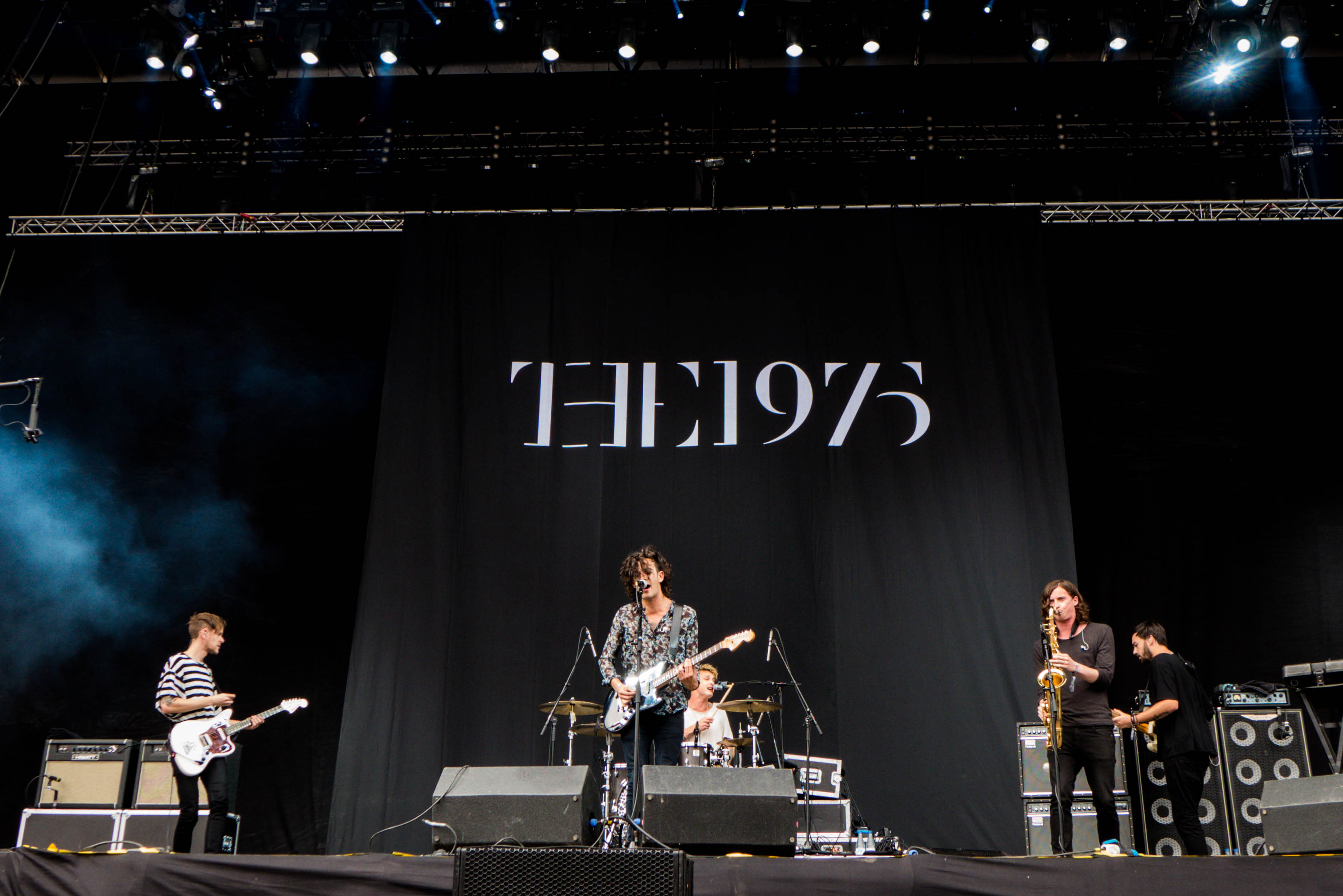
Healy avec The 1975 en 2014.

En 2002, à l'âge de 13 ans, Healy forme The 1975, avec le guitariste Adam Hann, le bassiste Ross MacDonald et le batteur et producteur George Daniel, qu'il avait rencontré à la Wilmslow High School. Il était à l'origine le batteur, mais a été promu leader après le départ d'Elliott Williams. Healy et Daniel sont les principaux auteurs-compositeurs du groupe; Daniel se décrit comme le "producteur principal" et Healy comme le "compositeur principal".
Après avoir quitté l'école, il persuada ses camarades de groupe d'aller à l'université de Manchester : "Je n'ai pas obtenu de diplôme, donc je n'avais pas d'options. C'était le groupe ou rien" . Durant cette période, il travailla dans un restaurant chinois. Sa mère s'inquiétait pour son avenir mais son père "croyait en lui sans poser de questions". Le groupe a joué sous différents noms - Talkhouse, The Slowdown, Bigsleep, Drive Like I Do - dans le Grand Manchester.
The 1975 ont été rejetés par toutes les grandes maisons de disques, avec des dirigeants confus par l'approche de saut de genre du groupe. À ce sujet, il déclarera : « Nous créons dans la façon dont nous consommons. Nous sommes de cette génération, et nous ne voulons pas appartenir à une autre époque » Il décrit même son manager, Jamie Oborne, comme le "cinquième membre" du groupe.

### 2012-2015: Consécration
Après sept ans en tant que manager du groupe, Oborne a créé son propre label indépendant, Dirty Hit, et le groupe sortira quelques morceaux ; Facedown et Sex en 2012, et Music for Cars et IV en 2013.

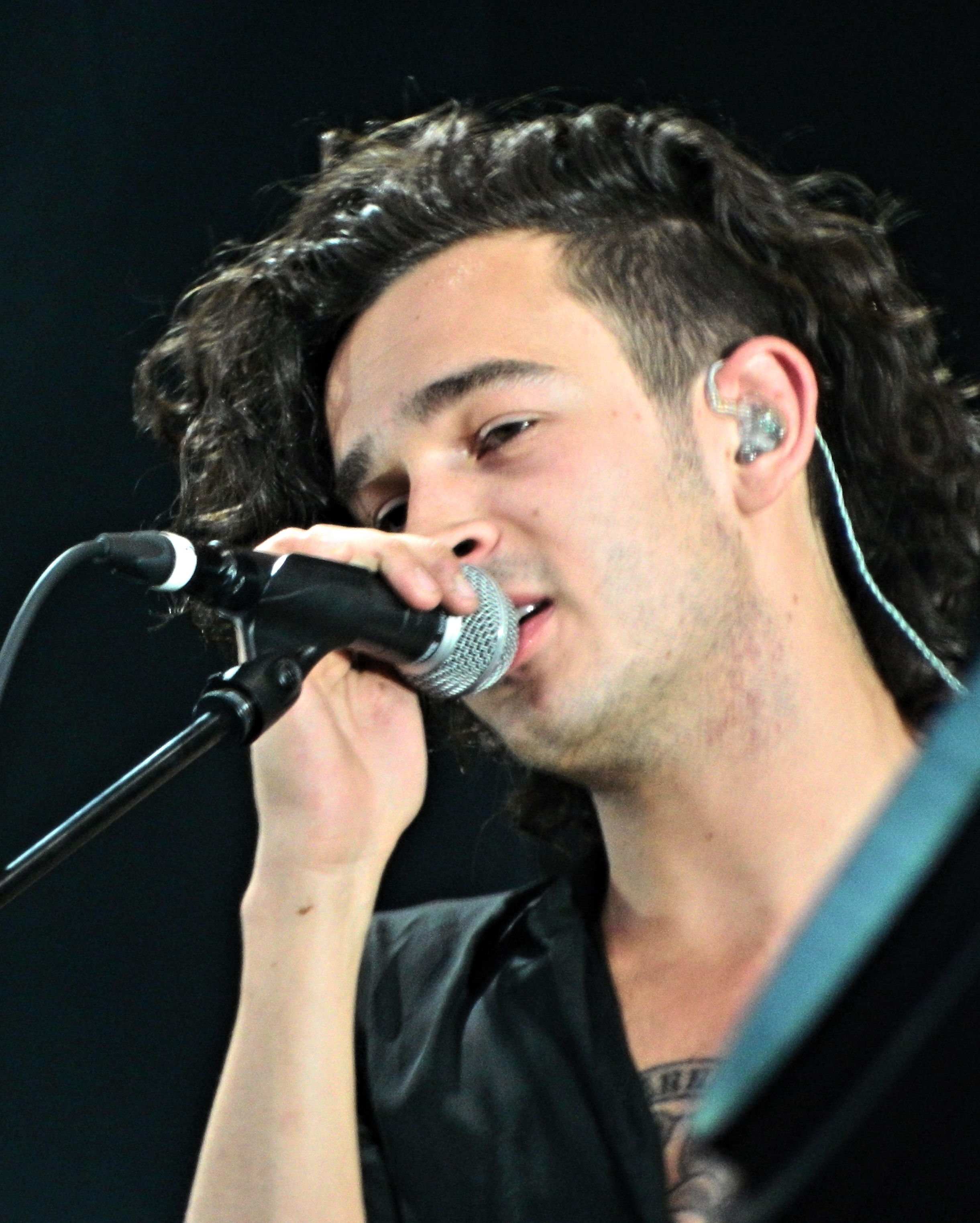
Healy en concert en France en 2014

Le groupe a commencé à prendre de l'ampleur fin 2012 et sort son premier album en 2013. Healy déclara que l'album était inspiré de John Hughes et qu'il était destiné à « presque être une bande originale de l'adolescence ». Le groupe a fait la première partie des  Rolling Stones à Hyde Park, et a joué sur la scène du festival de Glastonbury.

### 2016-présent: succès continu et éloges de la critique
The 1975 sort son deuxième album I Like It When You Sleep, for You Are So Beautiful yet So Unaware of It en 2016. L'album devient numéro un au Royaume-Uni et aux États-Unis, et remporta une nomination aux Grammy Awards, une nomination aux Brit Awards et a été sélectionné pour le Mercury Prize,,

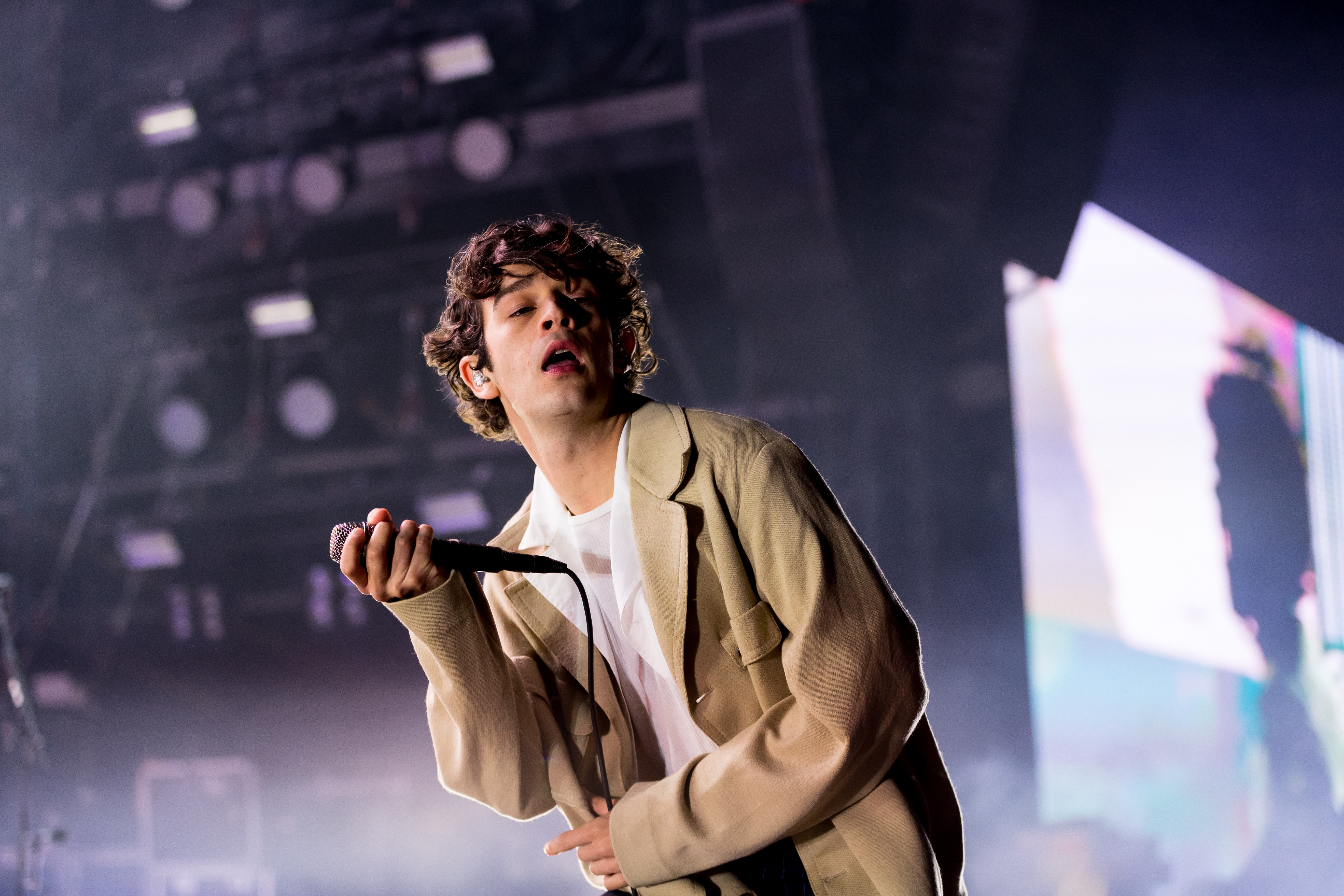
Healy en concert en Allemagne en 2019

Ils ont ensuite sorti A Brief Inquiry into Online Relationships (2018), Notes on a Conditional Form (2020) et Being Funny in a Foreign Language (2022), qui ont tous dominé les charts britanniques.
Healy et son coéquipier Daniel ont coproduit l'EP RIP Indo Hisashi de No Rome, qui est sorti en août 2018.
En 2019, Healy reçoit une nomination aux Grammy Awards pour la meilleure chanson rock pour "Give Yourself A Try" de leur troisième album studio. Il a également remporté un Brit Award pour l'album britannique de l'année.
En 2022, le groupe sort son cinquième album studio Being Funny in a Foreign Language, atteignant son cinquième numéro un consécutif au Royaume-Uni.
La même année, il coécrit une chanson inédite avec Lewis Capaldi pour son album Broken by Desire to Be Heavenly Sent, et travail également avec Taylor Swift sur une version inédite de son album Midnights , En 2023, Healy coproduit et joue sur le single " Sunshine Baby " de The Japanese House.

## Talent artistique

### Influences

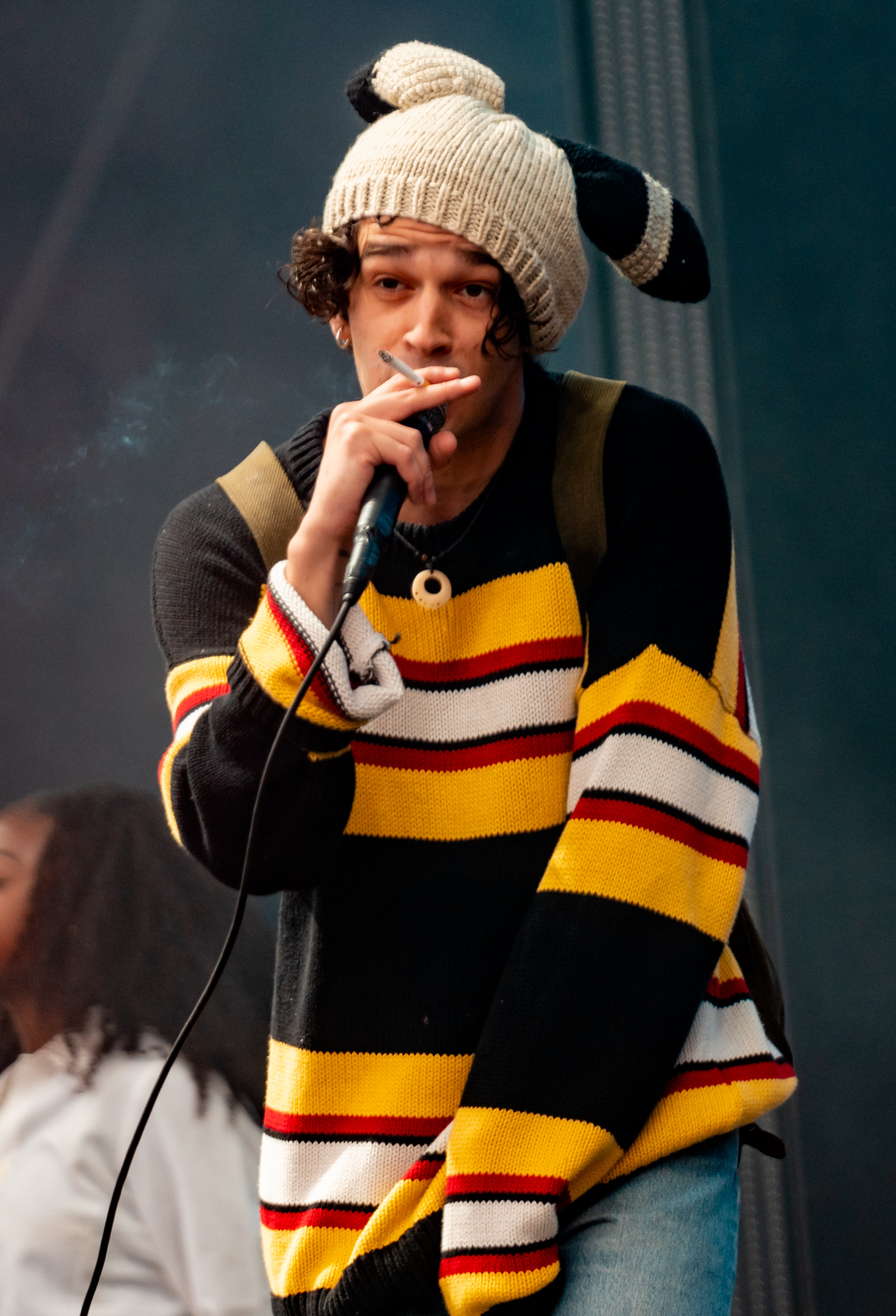
Healy en concert en Pologne en 2019.

Healy a toujours été attiré par la musique des années 80, il déclara : "Lorsque les pop stars n'étaient pas si encombrées par la conscience de soi. Je sais que le temps a eu sa décadence, mais il y a une vraie liberté dans ces disques." 
Les films de John Hughes sont une influence majeure dans ses chansons,
En 2013, Healy a répertorié ses dix albums préférés de tous les temps. En plus des mentions de The Streets et de Michael Jackson, il a répertorié des albums de Glassjaw, My Bloody Valentine, Alexander O'Neal, The Jesus and Mary Chain, Hundred Reasons, Carole King, Peter Gabriel et James Taylor. Il expliqua aussi à quel point les comédies stand-up sont sûrement sa plus grande influence d'écriture.
En 2020, il a enregistré une série de podcasts interviewant ses héros musicaux; il a eu des conversations avec Stevie Nicks, Brian Eno, Steve Reich, Kim Gordon, Mike Kinsella, Conor Oberst et Bobby Gillespie.
Healy a également été influencé par des poètes, ses préférés - Seamus Heany et Arthur Rimbaud - dont il a décrit les œuvres comme « denses et révolutionnaires ».

### Voix
Healy possède une gamme vocale de ténor.
Jia Tolentino du New Yorker a écrit que Healy a une "voix qui change de forme" où "il chante et gémit, crie et murmure, ombrageant sa prestation avec une variété de personnages". Sa voix a également été décrite comme "souple", " mélodique" et "toujours brute, avec des émotions",,

### Performances
Billboard a décrit Healy comme "une rock star pour une génération trop avertie pour encore y croire".

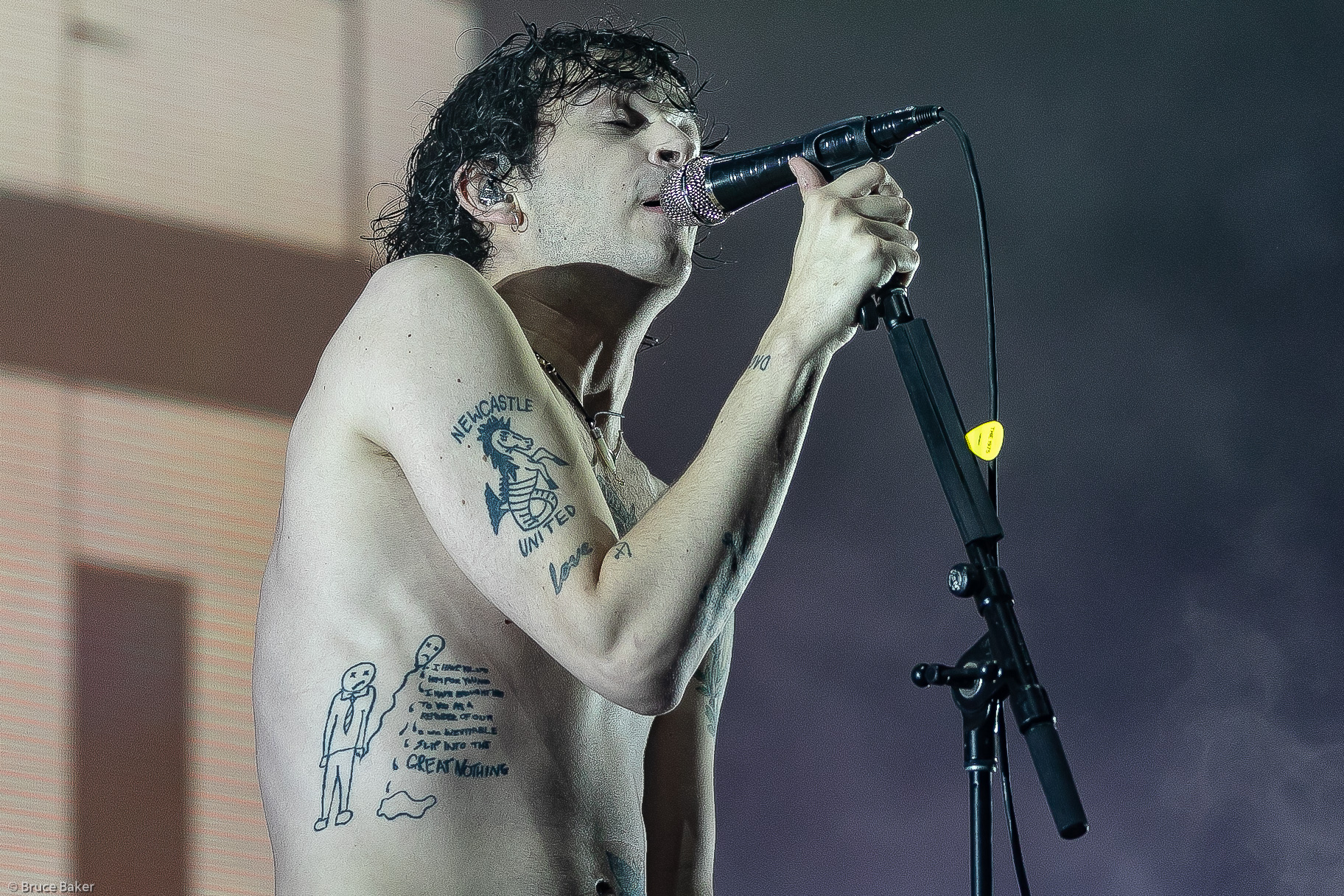
Healy en Australie, 2020.

Healy a déclaré dans des interviews qu'il jouait un personnage lorsqu'il se produisait et que son personnage sur scène était différent de son sois privé, "doux et silencieux", The Fader a décrit son personnage sur scène comme "un dieu du rock boudeur et torse nu". Il est connu pour ses intermèdes théâtraux, ses monologues politiques, son tabagisme en chaîne et sa consommation d'une bouteille de vin rouge entre deux chants,
Fin 2022, des vidéos de Healy se produisant lors de la tournée mondiale At Their Very Best sont devenues virales sur TikTok, provoquant une large couverture médiatique de ses actions sur scène. Vox considérait le style de performance de Healy comme ayant "la capacité improbable de paraître attachant plutôt que grossier, en partie parce que c'est une performance consciente et ironique de la renommée et de l'authenticité à l'ère des résaux sociaux. " 
Dans la critique cinq étoiles de Rolling Stone de leur At Their Very Best en 2022, le magazine a déclaré que il avait livré "une vision subversive et surréaliste de la masculinité moderne [qui] lorsqu'elle est vue isolément sur les réseaux sociaux, cette nuance de toute importance est tout à fait absent."  La performance l'incluait en train de manger un steak cru, illustrant la masturbation et livrant 20 pompes en succession immédiate,. Dans la partie américaine de la tournée, Healy s'est fait tatouer sur scène qui disait "iM a MaN". Healy a également invité des membres masculins et féminins de son public à l'embrasser lors de son interprétation de la chanson " Robbers " et, à une occasion, a sucé le pouce d'un fan,.

## Vie privée
Healy réside dans le nord-ouest de Londres. Il a un chien cane corso nommé d'après le groupe de black metal norvégien Mayhem,.

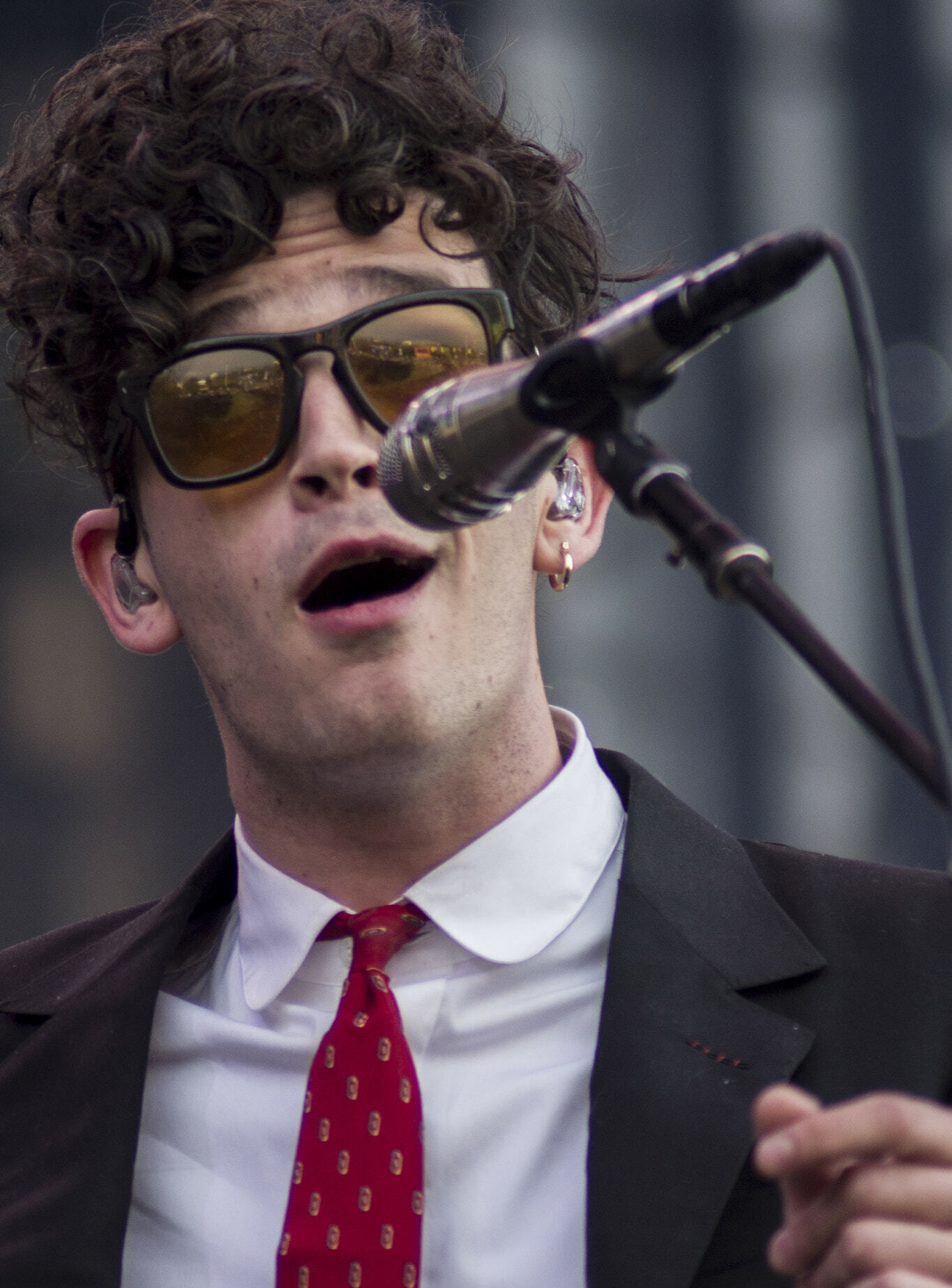
Healy se produisant au Chili en 2017

En 2013, Healy était liée de manière romantique à la chanteuse américaine Halsey, et elle l'a ensuite cité comme une influence sur ses premières compositions. Entre 2015 et 2019, Healy était en couple avec le mannequin australien Gabriella Brooks.
De début 2020 à 2022, Healy était en couple avec la chanteuse anglaise FKA Twigs,. Elle a fourni les voix de fond pour la chanson de The 1975 " If You're Too Shy (Let Me Know) ", et leur relation a inspiré Healy à écrire la chanson " I'm in Love with You ".

### Sexualité
Healy s'identifie comme hétéro, bien que sa sexualité ait été un sujet de discussion dans les médias tout au long de sa carrière.
En 2018, il a refusé de définir sa sexualité, affirmant qu'il n'était "qu'une personne" et a critiqué la façon dont les conversations sur les musiciens tournent autour de leur identité sexuelle. Plus tard cette année-là, interrogé sur son identité sexuelle par Attitude , il a déclaré que "toutes choses sont sujettes à changement".
En 2020, lorsque ShortList lui demande s'il est attiré par les hommes, il repond que : "Oui, mais pas de manière charnelle et sexuelle".

### Santé
Healy est un héroïnomane en convalescence,, et a également lutté contre l'abus de cocaïne et de benzodiazépines., Fin 2017, il a suivi sept semaines de thérapie cognitivo-comportementale et de thérapie assistée par cheval en désintoxication,,, (payées par ses compagnons de groupe). En 2022, il fume toujours de la marijuana., Il a notamment a écrit des chansons sur sa toxicomanie, " Chocolate " et " It's Not Living (If It's Not With You) ", une chanson sur sa dépendance à l'héroïne et sa guérison,,.
Il souffre également de TDAH, d'anxiété,,, et de migraines chroniques. Dans une interview en 2022, Healy a mentionné être en thérapie et a fait référence à la gestion des traumatismes de "certaines expériences sexuelles précoces qui, en vieillissant, étaient vraiment, vraiment difficiles à gérer",. La chanson "Ballad of Me and My Brain" fait référence à sa santé mentale.

### Religion
Healy s'identifie comme athée et a déclaré qu'il est "profondément anti-religieux",.
Il est mécène de Humanists UK, une organisation caritative qui promeut l'humanisme séculier, les droits de l'homme et représente les personnes non religieuses.

### Activisme et opinions politiques
Il s'identifie comme un libéral, précisant en 2023 : "Je ne suis certes pas d'extrême gauche, mais je pense aussi que le mot ' centriste ' est devenu tellement omniprésent que c'en est agaçant. Je suppose que je suis un progressiste traditionnel qui se méfie du woke -ism en tant que vision du monde viable ou moyen d'améliorer les choses" . Parlant de la politique britannique en 2023, il a déclaré : "Je m'ennuie autant des bêtises de la droite que de l'apathie de la gauche. Le parti travailliste ici ne peut même pas soutenir les grèves des cheminots et des dockers." . Sur scène la même année, Healy a exhorté le public à résister à la diabolisation des grévistes et à réfléchir à qui pourrait en tirer profit. Alors qu'il se produisait en Écosse en janvier et en mai, Healy a prononcé un discours sur scène en faveur de l'indépendance de l'Écosse,.
Healy est franc sur les questions de changement climatique. En 2020, Greta Thunberg a enregistré un discours sur le changement climatique pour un morceau de The1975 et le groupe a embauché une société "d'éco-gestion" pour travailler sur leurs tournées. Un arbre est planté pour chaque billet vendu, la restauration de l'équipage est durable, il n'y a pas de plastique et un espace est aménagé dans chaque salle où les gens peuvent s'informer sur le "bon recyclage".

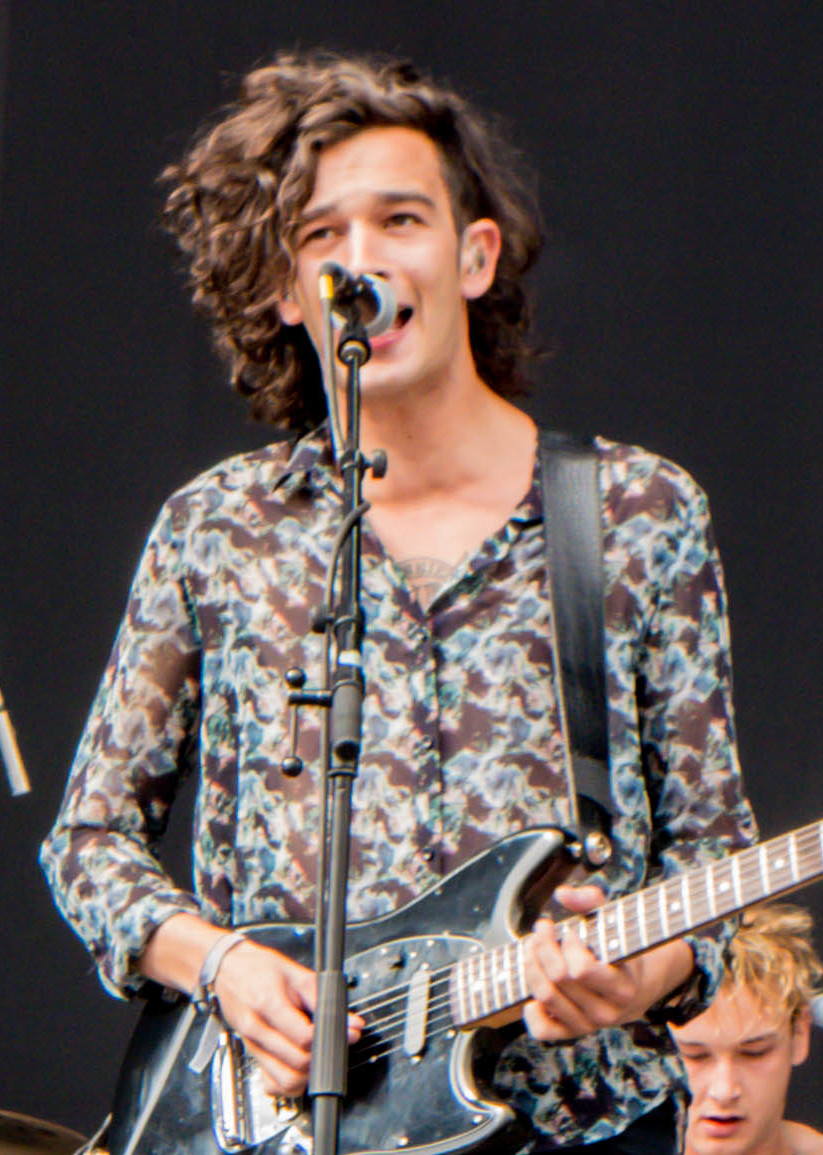
Healy se produisant en Espagne en 2014

Il a aussi dénoncé les lois anti-avortement de l'Alabama lors d'un concert dans l'État même, prononçant un discours sur les droits reproductifs des femmes dans lequel il a également critiqué les législateurs: "Vous n'êtes pas des hommes de Dieu, vous êtes simplement des branleurs misogynes."  En 2020, il s'est engagé à ne jouer que dans des festivals de musique avec une programmation équilibrée entre les sexes,.

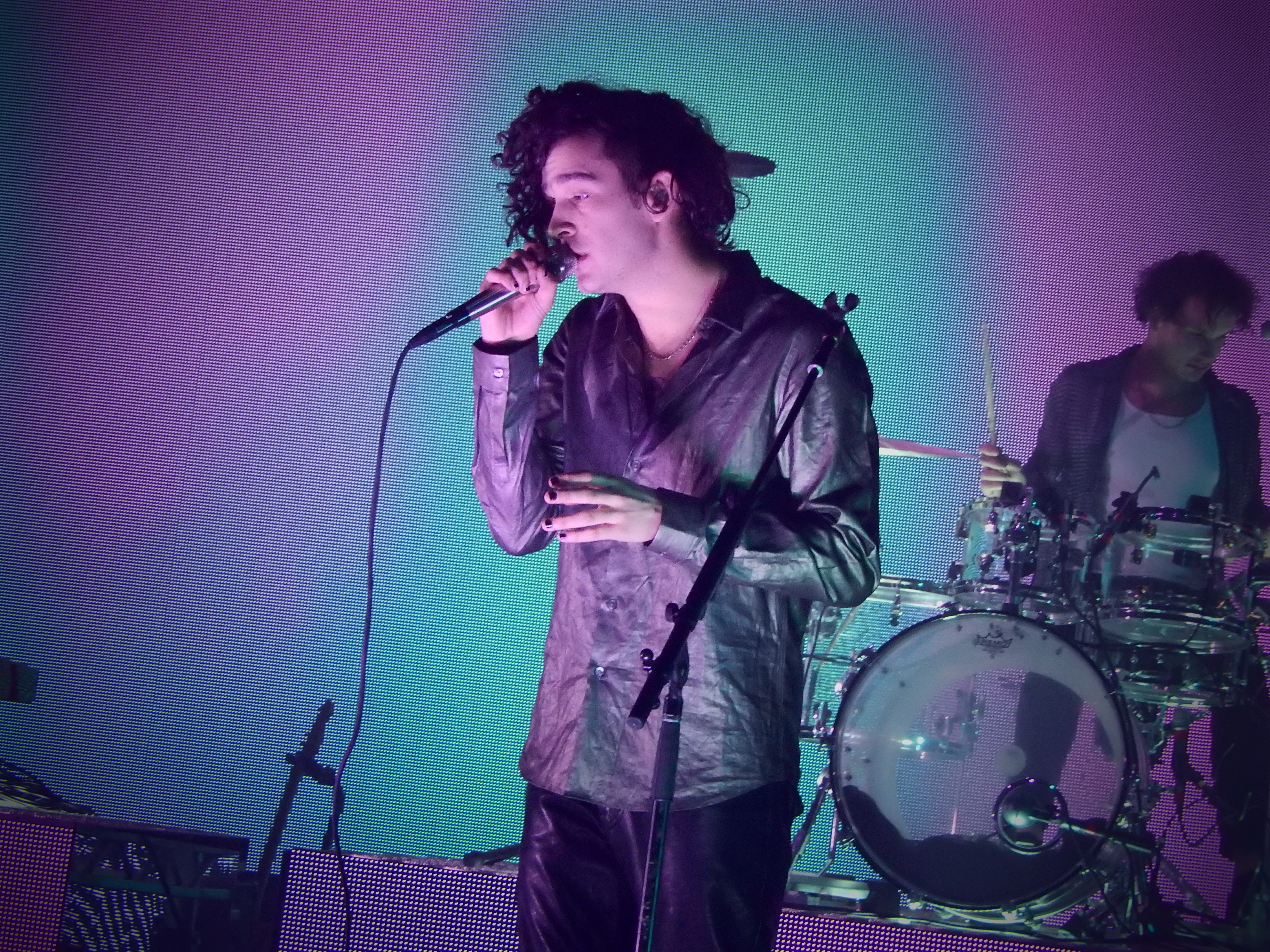
Healy se produisant au Royaume-Uni en 2016

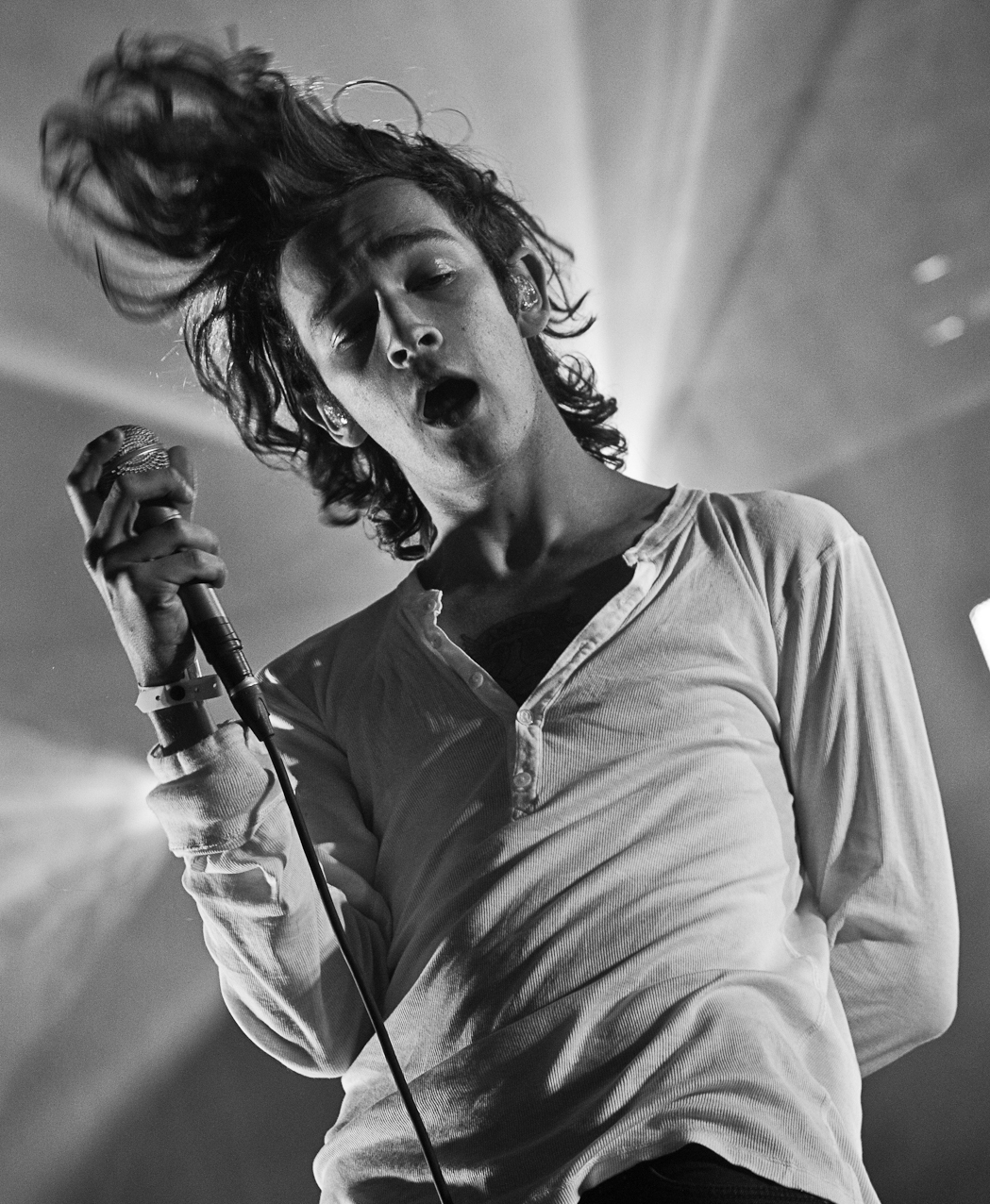
Healy se produisant en Allemagne, 2014.

## Discographie

### The 1975

#### EPs
- Facedown (2012)
- Sex (2012)
- Music For Cars (2013)
- IV (2013)

#### Albums studios
- The 1975 (2013)
- I Like It When You Sleep, for You Are So Beautiful yet So Unaware of It (2016)
- A Brief Inquiry Into Online Relationships (2018)
- Notes on a Conditional Form (2020)
- Being Funny in a Foreign Language (2022)

### Collaborations
- 2015 - The Japanese House - Pools to Bathe In EP (coproducteur)
- 2015 - The Japanese House - Clean EP (coproducteur)
- 2017 - The Japanese House - Saw You in a Dream EP (coproducteur)
- 2018 – Pale Waves – My Mind Makes Noises (co-compositeur et coproducteur de " Television Romance " et '' There's a Honey ")
- 2018 - Pas de Rome - RIP Indo Hisashi EP (coproducteur)
- 2019 - No Rome - Crying In The Prettiest Places EP (coproducteur)
- 2021 - Beabadoobee - Notre EP Extended Play (coproducteur)
- 2021 - Holly Humberstone - " Please Don't Leave Just Yet " (co-compositeur, coproducteur) [97]
- 2022 - Beabadoobee - Beatopia (co-compositeur pour "Pictures of Us" et "You're Here That's the Thing", chant, guitare) [98]
- 2023 - The Japanese House - " Sunshine Baby " (chant, coproducteur)